# Comuna Semîsotka, Lenine
Semîsotka (în ucraineană Семисотка) este o comună în raionul Lenine, Republica Autonomă Crimeea, Ucraina, formată din satele Frontove, Kameanske, Lvove, Petrove, Semîsotka (reședința) și Soleane.

## Demografie
Componența lingvistică a comunei Semîsotka
     Rusă (66,51%)
     Ucraineană (16,35%)
     Tătară crimeeană (14,78%)
     Alte limbi (1,02%)
Conform recensământului din 2001, majoritatea populației comunei Semîsotka era vorbitoare de rusă (66,51%), existând în minoritate și vorbitori de ucraineană (16,35%) și tătară crimeeană (14,78%).